# Ong Khan

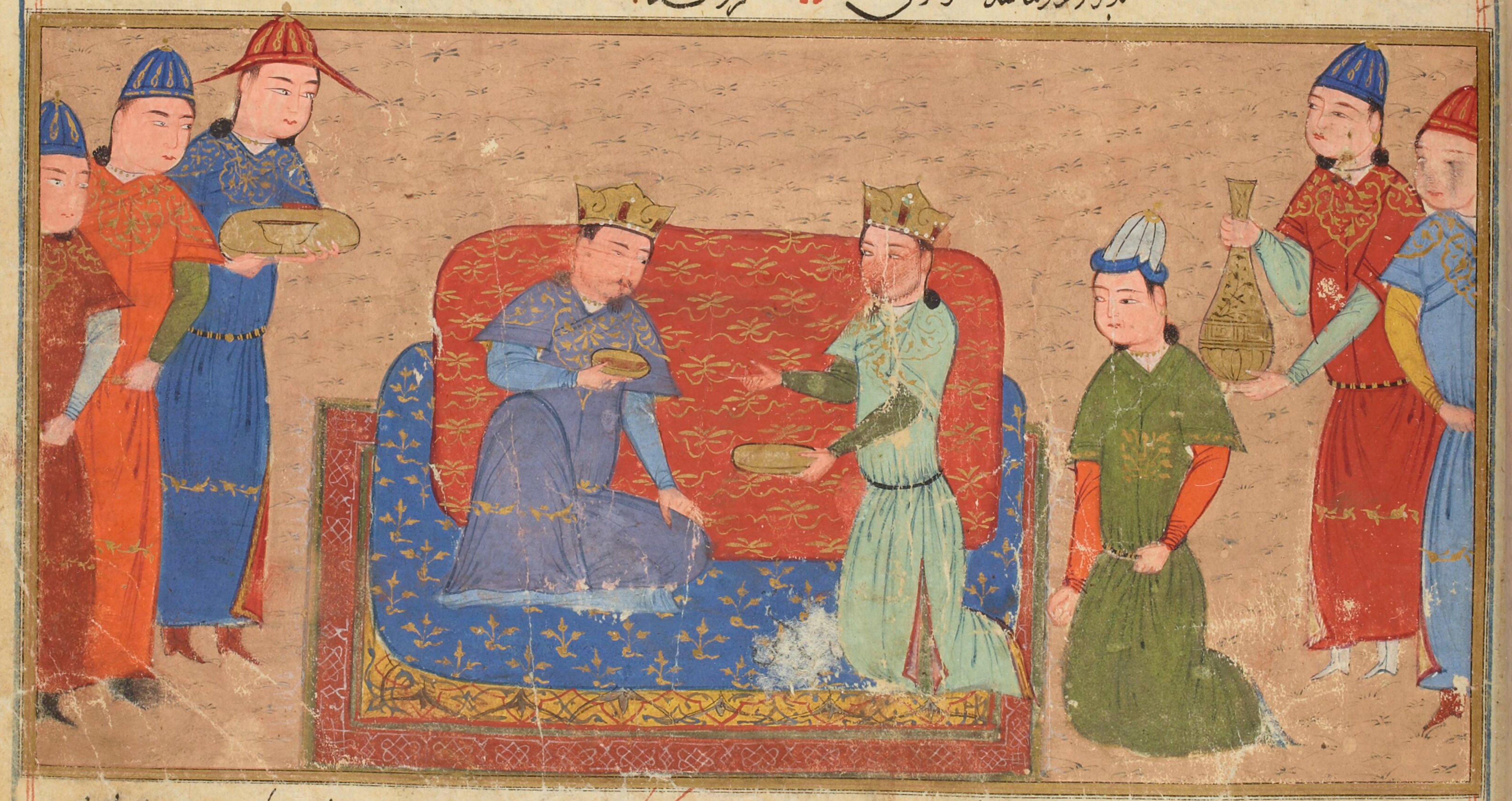
Dzjengis Khan en Ong Khan. Illustratie uit de Jami' al-tawarikh van de Perzische historicus Rashid al-Din

Ong Khan (11??-1203) was de eigenlijke titel voor Toghrul Khan, de heerser van de Keiraïten en een neef van Sorghaghtani Beki.
Hij was de anda van Yesükhei, de vader van Dzjengis Khan. Zijn band met Yesükhei zorgde ervoor dat hij een belangrijke bondgenoot was tijdens diens zoons oorlogen om de macht in Mongolië. Toen Jamuka en Dzjengis Khan, toen nog Temujin geheten, elkaar bestreden, koos Ong Khan echter na enige tijd de kant van Jamuka. Hierdoor werd hij de vijand van Dzjengis Khan en werden zijn banden met de clan van Yesükhei voorgoed verbroken. In 1203 werd hij gedood door Naimanen die hem niet herkenden. Volgens Willem van Ruysbroeck was hij de vader van Sorghaghtani Beki, die door Dzjengis Khan uitgehuwelijkt werd aan Tolui. Van Ruysbroeck identificeerde Ong Khan echter ook met de broer van priester Johannes.
De titel Ong Khan kreeg Toghrul Khan na het samen met Temujin overwinnen van de Tatar, uit handen van de Chinezen.